# Сердюк Володимир Євгенович
Сердюк Володимир Євгенович, (*16 серпня 1956, Сторожинець) — український філолог, перекладач, літератор, режисер, кінознавець, кіноактор, журналіст, драматург. Фахівець у галузі журналістської етики. Автор навчального модуля «Етика журналістики», створеного за сприяння корпорації Бі-Бі-Сі (Лондон) для інститутів та факультетів журналістики після приєднання України до Болонського процесу. Відомий як автор першого в Україні підручника «Журналістська етика» [Архівовано 16 липня 2015 у Wayback Machine.] (2006р, у співавторстві з професором Валерієм Івановим).

## З життєпису
- Місце народження — м. Сторожинець Чернівецької області
- Віросповідання — Багаї
- Дружина — Шахрай Наталія Іванівна (1964-2016)

Мешкає в наш час[коли?] (дані на 2013 рік) в м. Києві

### Освіта
- 1990 року закінчив Чернівецький державний університет імені Ю. Федьковича (факультет романо-германської філології, спеціалізація: англійська мова та література)
- 1998 року закінчив з відзнакою Київський театральний інститут імені Івана Карпенка-Карого (факультет кінознавства, спеціалізація: кінознавець)
- 2005 року стажувався на факультетах журналістики університетів Фрейзера та Вікторії (Ванкувер, Канада)
- 2006 року стажувався у Всесвітній службі корпорації Бі-Бі-Сі (Лондон, Велика Британія)

### Робота
- 1998—2000 — Міністерство освіти і науки України, старший методист Національного центру естетичного виховання дітей, учнівської та студентської молоді.
- 2000—2006 — Київський інститут журналістики, викладач, асистент кафедри періодичної преси, де викладав предмети: «Журналістська етика», «Психологія журналістської творчості», курси: «Журналістська майстерність», «Журналістський фах».
- 2003—2004 — працював позаштатно у Секретаріаті Кабінету Міністрів України, здійснював щотижневий аналітично-прогнозовий інформаційний супровід діяльності Прем'єр-міністра.
- 2006 — брав участь у створенні Департаменту комунікацій влади і громадськості Секретаріату Кабінету Міністрів України, де працював Головним спеціалістом Сектору Інтернет-ресурсів та зв'язків з пресою.
- 2007-2017 — Укрінформ, Головний редактор Головної редакції фотовідеоінформації.

## Творча співпраця
- Був членом команди організаторів газет: «Селянська спілка», «Влада і політика», «Студентська газета», «ЕКО».
- На замовлення Міністерства культури перекладає п'єси з англійської та польської.
- Член гільдії драматургів України;
- Член асоціації діячів кіноосвіти;
- Член редакційної колегії літературного журналу «Святий Володимир»;
- Член журі Всеукраїнського літературного конкурсу «Село моє, для мене ти єдине»;
- Член громадської організації «Міжуніверситетська комісія з медіаетики».

## Творчі напрацювання та визнання
Автор трьох романів, 21 п'єс, більш ніж сотні оповідань.
- Дипломант літературного конкурсу «Коронація слова» за 2001 рік у номінації кіносценаріїв (4 місце за сценарій художнього фільму «Аналіз крові») та лауреат за 2004 рік (2 місце за п'єсу «Пенсійні справи»).
- Учасник збірки Страйк ілюзій (п'єса «Сестра милосердна»)
- Автор першого в Україні підручника «Журналістська етика [Архівовано 1 червня 2019 у Wayback Machine.]» для університетів (2006, у співавторстві з професором В. Ф. Івановим).
- Автор роману "Мистецтво вмирання [Архівовано 1 червня 2019 у Wayback Machine.]". Мистецтво вмирання: роман - К.: Санченко: Електрокнига, 2019 - 424 с.
- Створив і веде сайт «Драматург [Архівовано 27 березня 2022 у Wayback Machine.]», присвячений сучасній українській драматургії.
- Книжки Володимира Сердюка в інтернеті:
- https://www.smashwords.com/books/view/1024690 [Архівовано 27 лютого 2021 у Wayback Machine.]
- https://books2read.com/u/4EkGqO [Архівовано 5 березня 2021 у Wayback Machine.]
- https://www.kobo.com/ww/ebook/rediscovery-11